# Cargol trisectriu

Cargol trisectriu

En geometria, un cargol trisectriu (anomenat simplement trisectriu per alguns autors) és un membre de la família de corbes del Cargol de Pascal que té la propietat de trisecció de l'angle. Es pot definir com el lloc geomètric dels punts d'intersecció de dues rectes, girant cada una a una velocitat angular uniforme al voltant de punts separats, de manera que la proporció de les velocitats de rotació sigui de 2:3 i les rectes al començament coincideixin amb la recta entre els dos punts. Així, és un exemple d'una Sectriu de Maclaurin.

## Equacions
Si la primera recta està girant al voltant de l'origen i forma un angle θ amb l'eix x, i la segona recta està girant al voltant del punt (a, 0) forma un angle 3θ/2, llavors l'angle entre elles és θ/2 i el teorema del sinus es pot fer servir per determinar la distància des del punt d'intersecció fins a l'origen com
{\displaystyle r=a{\frac {\sin {\tfrac {3}{2}}\theta }{\sin {\tfrac {1}{2}}\theta }}=a(3\cos ^{2}{\tfrac {1}{2}}\theta -\sin ^{2}{\tfrac {1}{2}}\theta )=a(1+2\cos \theta )}.
Aquesta és l'equació en coordenades polars i mostra que la corba és un cargol. La corba es talla a si mateixa a l'origen, el punt de més a la dreta del bucle exterior és a (3a, 0) i la punta del bucle interior és a (a, 0).
Si la corba es trasllada de manera que l'origen sigui a la punta del bucle interior llavors l'equació esdevé
{\displaystyle r=2a\cos {\theta  \over 3}}
així és també de la família de corbes de la rosa.

## La propietat de triseccions
Hi ha unes quantes maneres de fer servir la corba per a trisecar un angle. Sia φ l'angle a trisecar. Primer, es dibuixa un radi de la punta del bucle petit a (a, 0) formant l'angle φ amb l'eix x. Sia P el punt on el radi talla la corba, suposant que és sobre el bucle exterior si φ és petit. Es dibuixa un altre radi de l'origen a P. Llavors l'angle entre els dos radis a P triseca φ. Això se segueix fàcilment de la construcció de la corba donada a dalt. 
Per al segon mètode, es dibuixa una circumferència de radi a i centre a l'origen. Es dibuixa un radi de l'origen formant un angle φ amb l'eix x. Sia S el punt on aquest radi talla la circumferència i es dibuixa la recta de S a (a, 0). Sia J el punt on aquesta recta talla la corba, suposant que és sobre el bucle interior si φ és petit. La recta de l'origen a J forma un angle φ/3 amb l'eix d'abcisses. 
Girant la corba, la segona forma de l'equació esdevé
{\displaystyle r=a\sin {\theta  \over 3}}.
Així si un triangle rectangle es construeix amb costat r i hipotenusa a llavors l'angle entre ells serà θ/3. A partir d'aquí és directe generar un tercer mètode.